# El marqués del Grillo
Il marchese del Grillo (El marqués del Grillo) es una película italiana de 1981 dirigida por Mario Monicelli (galardonado por la misma con el Oso de Plata a la mejor dirección del Festival Internacional de Cine de Berlín de 1982) y protagonizada por Alberto Sordi y Paolo Stoppa. 
La historia está ambientada en la época del papa Pío VII, y recibió dos premios David de Donatello, por Mejor escenografía y Mejor vestuario.

## Argumento
Trata del marqués Onofrio del Grillo que no hace nada desde la mañana hasta la noche, y al que le gusta hacer bromas continuas a sus familiares, amigos y a él mismo, incluso al papa.

## Reparto
- Alberto Sordi: Onofrio del Grillo - Gasperino.
- Caroline Berg: Olimpià, cantora
- Andrea Bevilacqua: Pompeo, el sobrino
- Riccardo Billi: Aarón, el ebanista
- Flavio Bucci: Don Bastiàn
- Giorgio Gobbi: Ricciotto, el servidor fiel
- Cochi Ponzoni: Rambaldo, el cuñado
- Paolo Stoppa: Pío VII
- Angela Campanella: Faustina, la amante de Onofrio

## Premios

### David de Donatello
| Año  | Categoría          | Candidato       | Resultado |
| ---- | ------------------ | --------------- | --------- |
| 1982 | Mejor escenografía | Lorenzo Baraldi | Ganador   |
| 1982 | Mejor vestuario    | Gianna Gissi    | Ganador   |

### Festival Internacional de Cine de Berlín
| Año  | Categoría       | Candidato       | Resultado |
| ---- | --------------- | --------------- | --------- |
| 1982 | Mejor dirección | Mario Monicelli | Ganador   |